# كونكيورر (برمجية)
كونكيورر (بالإنجليزية: Konqueror)‏ هو متصفح ويب يأتي مع بيئة سطح المكتب كيدي، كما أنه كان مدير الملفات الافتراضي في كيدي ولكن الآن استُبدِلَ بدولفين.

## استخداماته

### متصفح إنترنت
متصفح الشبكة العنكبوتية كونيكور مبني على محرك HTML (كالذي تم اختياره من قبل شركة آبل لخلق WebKit، التي تشكل اليوم أساسا للمتصفحات الحديثة مثل سفاري وكروم). وهو يدعم حاليا أحدث معايير الويب مثل HTML5، جافا سكريبت، CSS3 وغيرها. بدلا من ذلك، يمكن أيضا استخدام كونكيور بكت إذا كنت تبحث عن التوافق في جميع المجالات.
- مزاياه

- حجب الاعلانات

منع كل الإعلانات تلقائيا أيضا يمكنك منع العناصر المزعجة الأخرى من مواقع معينة عن طريق الانتقاء اليدوي أو التعابير العادية.
- منع النوافذ المنبثقة

- إدارة كلمات المرور

ملء تلقائيا في اسم المستخدم وكلمة المرور الخاصة بك. ويستخدم KWallet لتخزين كلمات المرور، وهذا يعني انه يتم تخزين كلمات السر الخاصة بك بشكل آمن ومشاركتها عبر كافة تطبيقات كيدي الخاص بك.
- اختصارات على الشبكة العنكبوتية

ببساطة تستطيع كتابة WP: Konqueror أو WP: KDE في شريط العناوين التي ينبغي اتخاذها مباشرة إلى صفحة ويكيبيديا عن كونكيورر أو كيدي على التوالي. هناك اختصارات ويب لجوجل، يوتيوب، الفيسبوك، والأمازون، وياهو، كيدي، انطلاق، الخ
- إدارة الإشارات المرجعية

- التصفح المبوب وإمكانية تقسيم العرض إلى شطران أو حتى أكثر بكثير!

- التدقيق الإملائي

- ترجمة صفحات الويب

### إدارة الملفات
كونكيور يبدو تماما مثل إدارة الملفات العادية:
- يعرض الملفات والدلائل باستخدام «عرض الأيقونات» (ثلاثة أحجام ايقونات)
- عرض الأعمدة أو التفاصيل (عرض تفصيلي حيث يمكنك فتح الدلائل الفرعية)
- يسمح بنسخ أو بنقل وحذف، عن طريق السحب المباشر وانخفاض أو باستخدام قص ونسخ ولصق.
- يوفر الخصائص على ملف، لمعرفة وتغيير الخصائص في مربع الحوار.
- يمكن الوصول إلى بروتوكول نقل الملفات وخوادم SFTP، ملفات مضغوطة (والمحفوظات الأخرى)، مشاركة SMB (ويندوز)، وأيضا تصفح ونسخ الأقراص المضغوطة السمعية.
- تقسيم نافذة المشاهدة والتصفح المبوب.
- معاينة و تحرير الملفات.
- استخدام جزء المحطة الطرفية لتمضمين مشاهدة كاملة لشل المحطة الطرفية للمواصفات الموصى بها داخل كونكيورر للعمل على العرض الحالي.
- وظيفة التراجع (en:undo)
- دعم لقوائم الخدمة (ضغط بسهولة / ضغط الملفات، وتحويل صيغ الصور، دمج التحكم في الإصدار، الخ)
- التحديث التلقائي من الدلائل (لا حاجة لتحديث يدويا لعرض التغييرات)
- القدرة على إعادة تسمية ملفات متعددة الشامل
- ملفات التر حسب النوع، والخ